# Magyarország az 1969-es fedett pályás atlétikai Európa-játékokon
Magyarország a jugoszláviai Belgrádban megrendezett 1969-es fedett pályás atlétikai Európa-játékok egyik részt vevő nemzete volt. Az ország a versenyen 13 sportolóval képviseltette magát.

## Érmesek
| Érem  | Versenyző        | Versenyszám        | Dátum            |
| ----- | ---------------- | ------------------ | ---------------- |
| Ezüst | Czifra Zoltán    | Férfi hármasugrás  | 1969. március 9. |
| Ezüst | Kulcsár Magdolna | Női 800 m síkfutás | 1969. március 9. |

## Eredmények

### Férfi
| Versenyző     | Versenyszám | Előfutam | Előfutam | Előfutam | Elődöntő | Elődöntő | Elődöntő | Döntő   | Döntő    |
| Versenyző     | Versenyszám | Idő      | Hely.    | Össz.    | Idő      | Hely.    | Össz.    | Idő     | Helyezés |
| ------------- | ----------- | -------- | -------- | -------- | -------- | -------- | -------- | ------- | -------- |
| Szabó Tamás   | 50 m        | 6,0      | 6.       | 12.      |          |          |          | kiesett | kiesett  |
| Mecser Lajos  | 3000 m      |          |          |          |          |          |          | 8:01,0  | 4.       |
| Mélykúti Béla | 50 mgát     | 6,9      | 4.       | 6.       |          |          |          | kiesett | kiesett  |

| Versenyző      | Versenyszám | Selejtező | Selejtező | Döntő    | Döntő    |
| Versenyző      | Versenyszám | Eredmény  | Helyezés  | Eredmény | Helyezés |
| -------------- | ----------- | --------- | --------- | -------- | -------- |
| Tihanyi József | Magasugrás  |           |           | 2,08 m   | 7.       |
| Czifra Zoltán  | Hármasugrás |           |           | 16,46 m  |          |
| Ivanov Dragan  | Hármasugrás |           |           | 15,63 m  | 6.       |
| Holub Sándor   | Súlylökés   |           |           | 17,73 m  | 6.       |

### Női
| Versenyző                                                  | Versenyszám        | Előfutam | Előfutam | Előfutam | Elődöntő | Elődöntő | Elődöntő | Döntő         | Döntő         |
| Versenyző                                                  | Versenyszám        | Idő      | Hely.    | Össz.    | Idő      | Hely.    | Össz.    | Idő           | Helyezés      |
| ---------------------------------------------------------- | ------------------ | -------- | -------- | -------- | -------- | -------- | -------- | ------------- | ------------- |
| Balogh Györgyi                                             | 50 m               | 6,6      | 3.       | 5.       |          |          |          | kiesett       | kiesett       |
| Kulcsár Magdolna                                           | 800 m              |          |          |          |          |          |          | 2:07,5        |               |
| Balogh Györgyi Munkácsi Antónia Kulcsár Magdolna Kazi Olga | 1+2 +3+4 kör váltó |          |          |          |          |          |          | Nem ért célba | Nem ért célba |

| Versenyző      | Versenyszám | Selejtező | Selejtező | Döntő    | Döntő    |
| Versenyző      | Versenyszám | Eredmény  | Helyezés  | Eredmény | Helyezés |
| -------------- | ----------- | --------- | --------- | -------- | -------- |
| Komka Magdolna | Magasugrás  |           |           | 1,70 m   | 11.      |
| Bognár Judit   | Súlylökés   |           |           | 15,58 m  | 4.       |